# Wu Xing

Het systeem van Wu Xing. De groene cirkel symboliseert shēng, het rode pentagram kè

Wu Xing (Chinees: 五行, pinyin: wǔxíng, vijf elementen) is een classificatie uit de traditionele Chinese filosofie voor alle natuurlijke fenomenen.
De Wu Di, ook wel Wu Ti, zijn de vijf volmaakte keizers uit het derde millennium voor Christus. Het zijn Huang Di (de gele keizer), Zhuanxu, Diku, Yao en Shun. Zij staan ieder voor een van de vijf elementen, vuur (火 huǒ), water (水 shuǐ), hout (木 mù), goud/metaal (金 jīn) en aarde (土 tǔ).
Het systeem wordt gebruikt om de samenhang tussen gebeurtenissen te omschrijven. Dit systeem wordt op veel fronten toegepast, zoals in Feng shui, astrologie, traditionele Chinese geneeskunde, muziek, vechtsporten, militaire beslissingen, en de Hemelse Stammen.

## Cycli
Wu Xing kan worden verdeeld in twee cycli die een balans tussen de elementen aangeven: de een staat voor creatie / voedend (生, shēng) en de andere voor vernietiging /controlerend (克/剋, kè).
Creatie / voedend:
- Hout voedt het vuur
- Vuur schept aarde (as)
- De aarde herbergt metaal
- Metaal draagt water
- Water voedt hout.

Vernietiging / controlerend:
- Hout verdeelt de aarde
- Aarde absorbeert water
- Water dooft vuur
- Vuur smelt metaal
- Metaal hakt door hout

## Elementen

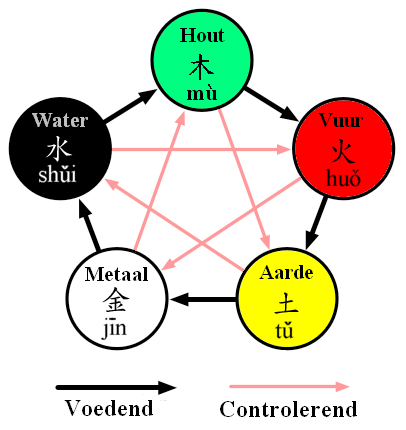
De twee cycli van het vijf fasenmodel in de Chinese filosofie

| Theorie van vijf elementen in de traditionele Chinese filosofie. | Theorie van vijf elementen in de traditionele Chinese filosofie. | Theorie van vijf elementen in de traditionele Chinese filosofie. | Theorie van vijf elementen in de traditionele Chinese filosofie. | Theorie van vijf elementen in de traditionele Chinese filosofie. | Theorie van vijf elementen in de traditionele Chinese filosofie. |
| Indicator                                                        | 1                                                                | 2                                                                | 3                                                                | 4                                                                | 5                                                                |
| ---------------------------------------------------------------- | ---------------------------------------------------------------- | ---------------------------------------------------------------- | ---------------------------------------------------------------- | ---------------------------------------------------------------- | ---------------------------------------------------------------- |
| Chinees                                                          | 木 pinyin: mù                                                    | 火 pinyin: huǒ                                                   | 土 pinyin: tǔ                                                    | 金 pinyin: jīn                                                   | 水 pinyin: shuǐ                                                  |
| Elementen                                                        | Hout                                                             | Vuur                                                             | Aarde                                                            | Goud/Metaal                                                      | Water                                                            |
| Smaak                                                            | Zuur                                                             | Bitter                                                           | Zoet                                                             | Scherp                                                           | Zout                                                             |
| Kleur                                                            | Blauw (donker) of groen                                          | Rood                                                             | Geel                                                             | Wit                                                              | Zwart                                                            |
| Vorm                                                             | Rechthoek                                                        | Driehoek                                                         | Vierkant                                                         | Cirkel                                                           | Curve                                                            |
| Planeet                                                          | Jupiter                                                          | Mars                                                             | Saturnus                                                         | Venus                                                            | Mercurius                                                        |
| Seizoen                                                          | Lente                                                            | Zomer                                                            | Nazomer                                                          | Herfst                                                           | Winter                                                           |
| Omstandigheid                                                    | Wind                                                             | Hitte                                                            | Vochtig                                                          | Droog                                                            | Koud                                                             |
| Organen Yin                                                      | Lever                                                            | Hart                                                             | Milt                                                             | Long                                                             | Nier                                                             |
| Organen Yang                                                     | Galblaas                                                         | Dunne darm                                                       | Maag                                                             | Dikke darm                                                       | Blaas                                                            |
| Emoties                                                          | Boosheid                                                         | Vreugde/blijdschap                                               | Zorgen/liefde                                                    | Rouw/verdriet                                                    | Angst                                                            |
| Zintuigen                                                        | Ogen                                                             | Tong                                                             | Mond                                                             | Neus                                                             | Oren                                                             |
| Expressies                                                       | Schreeuwen                                                       | Lachen                                                           | Zingen                                                           | Huilen                                                           | Kreunen                                                          |
| Lichaamsdeel                                                     | Pezen                                                            | Bloedvaten                                                       | Spieren                                                          | Huid                                                             | Botten                                                           |
| Lichaamsvloeistof                                                | Tranen                                                           | Zweet                                                            | Speeksel                                                         | Slijm                                                            | Urine                                                            |
| Orientaties                                                      | Oost                                                             | Zuid                                                             | Midden                                                           | West                                                             | Noord                                                            |
| Vinger                                                           | Wijsvinger                                                       | Middelvinger                                                     | Duim                                                             | Ringvinger                                                       | Pink                                                             |
| Levensfase                                                       | Geboorte                                                         | Jeugd                                                            | Volwassenheid                                                    | Ouderdom                                                         | Dood                                                             |
| Dier                                                             | Geschubd                                                         | Gevederd                                                         | Menselijk                                                        | Vachtdieren                                                      | Schaaldieren                                                     |

## Vijf elementen in andere filosofieën

### Vedische filosofie
De vijf elementen in de Vedische filosofie verwijzen meestal naar aarde, water, lucht, vuur en ether (of geest). De Vedische terminologie vindt veel navolging in de Westerse culturen.

### Japanse filosofie
In de Japanse filosofie worden aarde, water, vuur, wind en leegte als de vijf elementen beschouwd.